# Hall of the Mountain Grill
Hall of the Mountain Grill je čtvrté studiové album britské space rockové skupiny Hawkwind. Jeho nahrávání probíhalo v lednu 1974 v Edmonton Sundown a od května do června v Olympic Studios v Londýně. Album pak vyšlo v září téhož roku u vydavatelství United Artists Records. Album produkovali Roy Thomas Baker, Doug Bennett a skupina Hawkwind. V žebříčku UK Singles Chart se umístilo nejlépe na 16. místě.

## Seznam skladeb
| Pořadí         | Název                                         | Autor                      | Délka |
| -------------- | --------------------------------------------- | -------------------------- | ----- |
| 1.             | The Psychedelic Warlords (Disappear in Smoke) | Dave Brock                 | 6:50  |
| 2.             | Wind of Change                                | Brock                      | 5:08  |
| 3.             | D-Rider                                       | Nik Turner                 | 6:14  |
| 4.             | Web Weaver                                    | Brock                      | 3:15  |
| 5.             | You'd Better Believe It                       | Brock                      | 7:13  |
| 6.             | Hall of the Mountain Grill                    | Simon House                | 2:24  |
| 7.             | Lost Johnny                                   | Ian Kilmister, Mick Farren | 3:30  |
| 8.             | Goat Willow                                   | Del Dettmar                | 1:37  |
| 9.             | Paradox                                       | Brock                      | 5:35  |
| Celková délka: | Celková délka:                                | Celková délka:             | 41:24 |

| Bonusy na CD reedici | Bonusy na CD reedici                                           | Bonusy na CD reedici | Bonusy na CD reedici |
| Pořadí               | Název                                                          | Autor                | Délka                |
| -------------------- | -------------------------------------------------------------- | -------------------- | -------------------- |
| 10.                  | You'd Better Believe It (singlová verze)                       | Brock                | 3:22                 |
| 11.                  | The Psychedelic Warlords (Disappear in Smoke) (singlová verze) | Brock                | 3:57                 |
| 12.                  | Paradox (singlová verze)                                       | Brock                | 4:04                 |
| 13.                  | It's So Easy                                                   | Brock                | 5:20                 |

## Obsazení
- Dave Brock – sólová kytara, dvanáctistrunná kytara, syntezátory, varhany, harmonika, zpěv
- Ian Kilmister – baskytara, zpěv, kytara
- Simon House – syntezátory, mellotron, housle
- Nik Turner – saxofon, hoboj, flétna, zpěv
- Simon King – bicí, perkuse
- Del Dettmar – klávesy, syntezátory, kalimba